# NomadSister
NomadSister (anciennement La Voyageuse) est une entreprise de service d'hébergement en ligne fondée en 2019 à Bordeaux par Christina et Derek Boixière. Le service commercialisé est destiné aux femmes voyageant seules voulant rencontrer des femmes qui peuvent les héberger pendant leur voyage de façon temporaire et gratuite.

## Histoire et concept

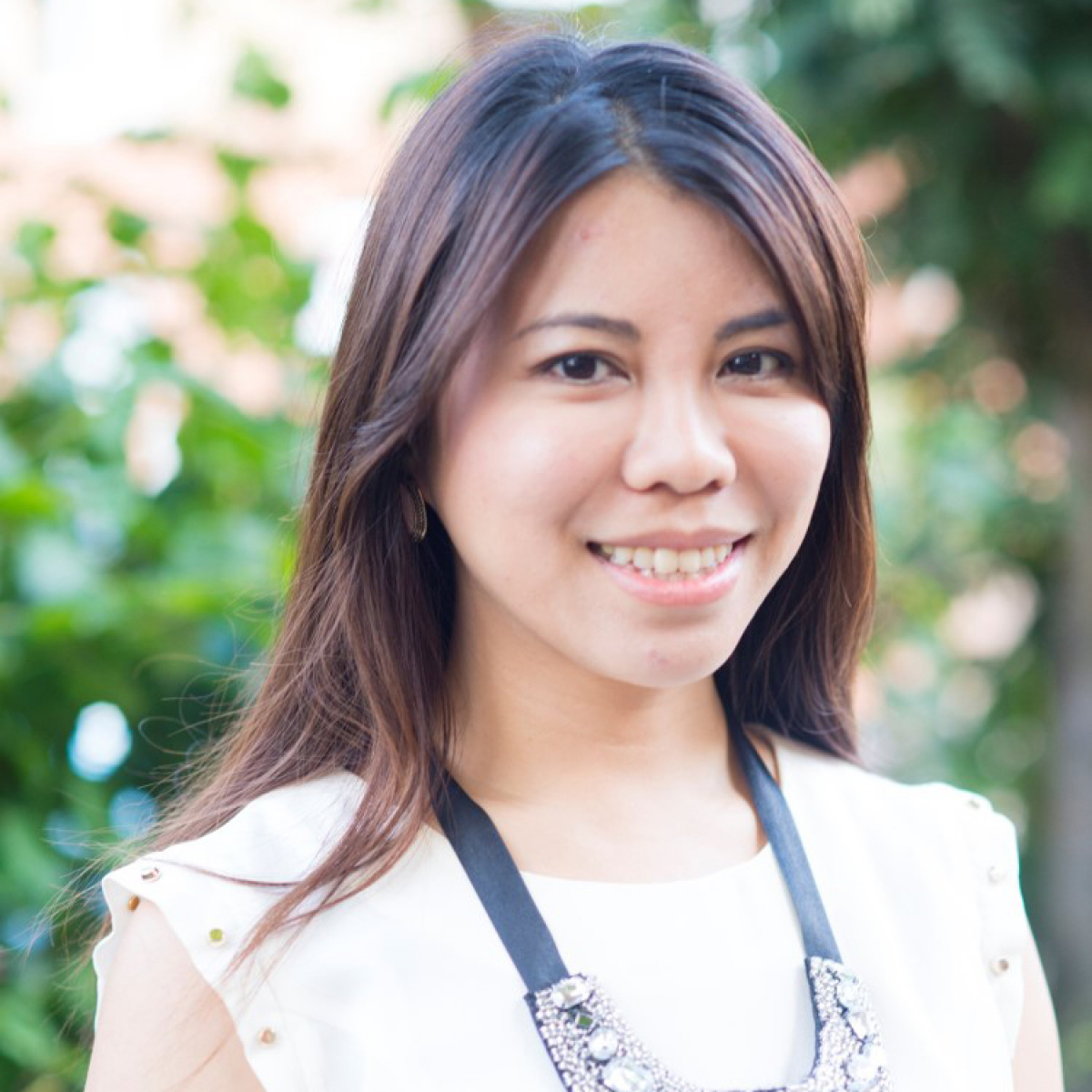
Christina Boixière, la fondatrice

Christina Boixière, habituée des voyages en solitaire,, fonde La Voyageuse avec son compagnon en 2019 après avoir entendu de nombreux récits d'agressions sexuelles sur des femmes. Son objectif est de « créer un réseau d'entraide pour [leur] permettre [...] de voyageur seules et en sécurité » dans une logique d'émancipation et d'égalité des genres,. Selon certains hommes s'exprimant en particulier sur les réseaux sociaux, la société serait « sexiste » car elle les exclut.    
L'entreprise inscrit ses activités dans « la tendance du women only » à l'ère post #metoo étant précisé qu'entre 2014 et 2017, les femmes voyageant seules sont passées de 59 à 138 millions.   
En 2019, 7 000 personnes sont inscrites.   

## Fonctionnement
Jusqu'en 2022, la plateforme mettait en relations des femmes qui voyagent seules avec d'autres pouvant les héberger gratuitement. Depuis aout 2022, la plateforme s'ouvre également aux voyages à plusieurs, mais toujours exclusivement entre femmes. Pour ce faire, les voyageuses doivent payer un pass annuel sous forme d'abonnement. Les hébergeuses vivent seules, en couple ou en famille. Le profil de ces dernières est vérifié et une sélection est opérée par entretien téléphonique.   